# The History Channel: Battle for the Pacific
The History Channel: Battle for the Pacific is een first-person shooter computerspel ontwikkeld door Cauldron HQ en uitgegeven door Activision Value op 30 november 2007 voor Microsoft Windows, Xbox 360, PlayStation 3, Wii en PlayStation 2.

## Verhaal
Het spel start in 1942. Het hoofdpersonage vertelt dat zijn beloning voor het onderdeel zijn van de Special Forces in Luxemburg, het dienen tijdens de Pacifische oorlog is. De eerste opdracht die de speler moet volbrengen is het brengen van een telegram naar generaal Douglas MacArthur door dwars door de oerwouden van Corregidor heen te reizen. Vervolgens reist de hoofdpersoon af naar Guadalcanal, om deel te namen aan de slag om Tulagi en Gavutu–Tanambogo. Hier vernietigd hij een Japanse watervliegtuigbasis. Vervolgens neemt hij deel aan de vernietiging van Henderson Field.
Als dank hiervoor wordt de hoofdpersoon naar Australië gestuurd om was rust te nemen. Dit wordt echter snel verstoord door de slag om Milne Bay, waar hij ontsnapt naar Nieuw-Guinea met een aantal belangrijke documenten na een aantal Japanse zeros te hebben neergehaald met luchtafweergeschut.
Vervolgens wordt hij richting Buna gestuurd om communicatiecodes te stelen van strandhuizen. Hij vindt daar een Japanse officier die zelfmoord pleegt, iets wat de hoofdpersoon niet lijkt te begrijpen.
De reis vervolgt zich richting Guam, waar de hoofdpersoon een aantal krijgsgevangenen moet bevrijden. Hierna gaat hij naar Tinian om een de bombardering van een aantal belangrijke gebouwen te coördineren. De eindbestemming is Iwo Jima, waar de hoofdpersoon de opdracht krijgt om in Mount Suribachi een aantal artillerie-stukken te vernietigen.

## Gameplay
Battle for the Pacific heeft een singeplayer en multiplayer-modus die qua stijl bijna gelijk zijn aan de Medal of Honor en Call of Duty series.
In het spel kan de speler kiezen uit een groot scala aan wapens, waaronder de Amerikaanse Thompson, M1 Garand en de Japanse Type 100 en Type 38-geweer.
De stijl van de campagne hangt van het platform af. Zo is de speler in de PlayStation 2 en Wii versie vooral alleen aan het vechten, terwijl in de Xbox 360, PlayStation 3 en Windows versies de speler bijna altijd twee soldaten en een onderofficier aan zijn zijde heeft. Het spel heeft grote omgevingen, van stranden tot oerwoud. In de PlayStation 3, Xbox 360 en Windows versies mag de speler echter niet te ver af raken van de onderofficier, en kan dus niet volledig dit gebied vrij ontdekken.